# تشسكوا العملاقة
شجرة تشكسوا العملاقة Chusquea gigantea هو نوع من الخيزران في العائلة النجيلية، موطنه وسط تشيلي.  ويتصف انه خيزران متكتل بسيقان صلبة، وقد حاز على جائزة تقدير الحدائق من الجمعية الملكية للبستنة . 